# Monte Villandro
Il Monte Villandro (2.509 m s.l.m. - Villandersberg, Villanderer Berg o anche Sarner Scharte in tedesco) è una montagna delle Alpi Retiche orientali (sottosezione Alpi Sarentine).
Si trova in Provincia di Bolzano tra i comuni di Sarentino e Villandro, dominando l'alpe di Villandro.